# Aechmea tuitensis
Espèce
Classification phylogénétique
Aechmea tuitensis est une espèce de plantes de la famille des Bromeliaceae, endémique du Mexique.

## Synonymes
- Podaechmea tuitensis (Magaña & E.J.Lott) Espejo & A.R.López-Ferrari[1] ;
- Ursulaea tuitensis (Magaña & E.J.Lott) Read & Baensch[1].

## Distribution
L'espèce est endémique des États de Guerrero et de Jalisco au Mexique.

## Description
L'espèce est épiphyte.